# 質量欠缺
質量欠缺，亦作質量過剩、質量剩餘、質量盈餘，是指原子核在分裂前後間，其質量跟原子量的差別，單位是原子质量单位，由德國科學家哈恩和施特拉斯曼於1938年發現。